# Кінксі
Кі́нксі (ест. Kinksi küla) — село в Естонії, у волості Ганіла повіту Ляенемаа.

## Населення
Чисельність населення на 31 грудня 2011 року становила 31 особу.